# 丛茎耳稃草
丛茎耳稃草（学名：Garnotia caespitosa）为禾本科耳稃草属下的一个种。

## 扩展阅读
- 維基物種上的相關：丛茎耳稃草